# David Kenworthy, 11. Baron Strabolgi
David Montague de Burgh Kenworthy, 11. Baron Strabolgi (* 1. November 1914; † 24. Dezember 2010) war ein britischer Peer und Politiker (Labour Party).

## Leben und Karriere
Kenworthy wurde am 1. November 1914 als Sohn und einziges Kind des früheren Lieutenant Colonel Joseph Kenworthy, 10. Baron Strabolgi, und dessen Frau, Doris Whitley († 1988), der einzigen Tochter des späteren Sir Frederick Whitley-Thomson, geboren. Er besuchte die Gresham’s School in Holt und die Chelsea School of Art, sowie die Académie Scandinave in Paris. Im Zweiten Weltkrieg wurde er im Royal Army Ordnance Corps eingesetzt und diente in Frankreich, in der Schlacht von Dünkirchen, und dann im Mittleren Osten. Von 1939 bis 1940 gehörte er der British Expeditionary Force an. Er wurde im Rang eines Lieutenant Colonel aus der Armee entlassen.

## Mitgliedschaft im House of Lords
Kenworthy erbte 1953 die Titel seines Vaters und den damit verbundenen Sitz im House of Lords. Zunächst saß er dort als Crossbencher, kurzzeitig als Liberaler und schließlich für die Labour Party. Am 30. März 1954 hielt er seine Antrittsrede. Als Themen vom politischen Interesse nannte er auf der offiziellen Webseite des House of Lords Umweltpolitik, Nationales Erbe und die Reform des Oberhauses. Als Staat von besonderem Interesse gab er Frankreich an.
1968/1969, während der ersten Regierung von Harold Wilson, war Kenworthy Parliamentary Private Secretary (PPS) im Home Office. 1969 wurde er PPS von Malcolm Shepherd, 2. Baron Shepherd, dem Leader of the Lords, und blieb dies bis 1970. Von 1970 bis 1974 war er Stellvertretender Whip der Opposition (Assistant Opposition Whip) und Sprecher für den Bereich Kunst im Oberhaus von 1970 bis 1974. Vom 11. März 1974 bis 3. Mai 1979 war er Captain of the Yeomen of the Guard und Deputy Chief Whip der Labour Party im House of Lords. In dieser Position sprach Kenworthy unter anderem zu den Themen Energiepolitik, Landwirtschaft und Fischereipolitik.
Im Herbst 1976 war er für die Anwesenheit und den Fahrdienst für ältere Mitglieder des Oberhauses verantwortlich, als es aufgrund einer knappen Labour-Mehrheit im House of Lords zu zahlreichen Abstimmungsniederlagen der Regierung kam.
Von 1979 bis 1985 war er Oppositionssprecher für Kunst und Bibliotheken (Opposition spokesman on arts and libraries). 1979 beantwortete er als offizieller Sprecher der Regierung eine parlamentarische Anfrage von Brinsley Le Poer Trench, 8. Earl of Clancarty, wegen geheimer Ufo-Berichte. Kenworthy lehnte eine Untersuchung durch die Regierung ab. Kenworthy argumentierte, es gebe für die Regierung keinen Anlass, eine Studie über Ufos zu finanzieren, da es für die Regierung keinen Beweis gebe, dass jemals Außerirdische auf britischen Boden gelandet seien.
Er trat 1982 für die Position des Chief Whip an, unterlag aber Thomas Ponsonby, 3. Baron Ponsonby of Shulbrede. 1986 wurde er Stellvertretender Sprecher (Deputy Speaker) und Deputy Chairman of Committees und blieb dies bis 2001. Ab 1986 gehörte er dem Joint Committee on Consolidation Bills und von 1987 bis 2002 dem Select Committee for Privileges an. Von 1987 bis 1996 war er Mitglied des Private Bills Committee. Ab 1991 gehörte er dem Ecclesiastical Joint Committee an. Von 1993 bis 1996 gehörte er dem Select Committee on Procedure an. Er gehörte der All-Party Arts and Amenities Group an. Beim Franco-British Party Relations Committee war er von 1991 bis 1996 Ehrenschatzmeister (Honoraray Treasurer).
In einer Debatte im Mai 1997 trat Kenworthy vehement für den Verbleib von Kulturgütern in Großbritannien ein. Dramatisch überspitzt äußerte er sich dahingehend, dass, wenn alle Kulturgüter an ihre Herkunftsländer zurückgegeben werden sollten, dann die britischen Museen sehr schnell leer wären. Von 1998 an war er, während der Regierung von Tony Blair, Extra Lord in Waiting.
Durch den House of Lords Act 1999 verlor er das traditionelle Recht im Oberhaus zu sitzen, gehörte jedoch zu den gewählten Hereditary Peers, die ihren Sitz behalten konnten. Dabei erhielt er, auch aufgrund seiner außerordentlichen Popularität, den zweithöchsten Stimmenanteil. Zum letzten Mal meldete er sich am 11. Oktober 2010 zu Wort. Am 14. Dezember 2010 nahm er zuletzt, im Alter von 96 Jahren, an einer Abstimmung teil und war am 22. Dezember 2010 in der letzten Sitzung vor Weihnachten anwesend.

## Weitere Ämter und Ehrungen
Kenworthy war von 1981 bis 1998 Mitglied der britischen Sektion des Franco-British Council. Er war Präsident der Franco-British Society. Von 1970 bis 1997 gehörte er dem Verwaltungsrat (Council) der Alliance-Française in Great Britain an. Von 1986 bis 1987 war er Vorsitzender (Chairman) der Bolton Building Society, zuvor war er dort von 1983 bis 1986 stellvertretender Vorsitzender gewesen.
Er war Freeman der City of London und wurde 1981 Offizier (Officier de la Légion d’Honneur) der Ehrenlegion, der ranghöchsten Auszeichnung Frankreichs.
Beim Royal Philharmonic Orchestra war er Mitglied auf Lebenszeit.

## Privates
Kenworthy war insgesamt viermal verheiratet. In erster Ehe war Kenworthy mit Denise Godefroi verheiratet; die Ehe wurde 1937 geschlossen und endete 1946. 1947 heiratete er Angela Street, mit der er bis 1951 verheiratet blieb. Von 1955 bis 1961 war er mit Myra Litewka verheiratet. Kenworthy heiratete 1961 Doreen Margaret Morgan, mit der bis zu seinem Tod zusammen blieb.
Kenworthy starb am 24. Dezember 2010 im Alter von 96 Jahren. Seinen Titel erbte sein Neffe, Andrew Kenworthy.